# Pelangan
Pelangan is een bestuurslaag in het regentschap West-Lombok van de provincie West-Nusa Tenggara, Indonesië. Pelangan telt 8472 inwoners (volkstelling 2010).